# خبز الشعير
خبز الشعير (بالإنجليزية: Barley bread)‏ هو نوع من الخبز المصنوع من دقيق الشعير المشتق من حبوب نبات الشعير، في الجزر البريطانية هو خبز يعود تاريخه إلى العصر الحديدي. اليوم يُخلط دقيق الشعير عادةً (بنسبة أقل) مع دقيق القمح لصنع دقيق الخبز التقليدي.